# Myoictis
Myoictis é um gênero de marsupial da família Dasyuridae. Os animais deste gênero são conhecidos popularmente como dasyurus.

## Espécies
- Myoictis leucura Woolley, 2005
- Myoictis melas (Müller, 1840)
- Myoictis wallacei Gray, 1858
- Myoictis wavicus Tate, 1947